# 1845 في فرنسا
فيما يلي قوائم الأحداث التي وقعت خلال عام 1845 في فرنسا.

## ظهور
- 1 يناير – دراما في المكسيك رواية من تأليف جول فيرن.
- 1 يناير – كارمن رواية من تأليف بروسبير ميريميه.

## كتب
من الكتب التي صدرت هذه السنة في فرنسا:
- 1 يناير – بعد عشرين عاما من تأليف ألكسندر دوما.
- 1 يناير – كارمن من تأليف بروسبير ميريميه.

## مواليد

### يناير
- 6 يناير – بول بيرغر جراح فرنسي.
- 13 يناير – فيليكس تيسراند عالم فلك فرنسي.
- 22 يناير – بول فيدال دو لا بلاش

### أبريل
- 5 أبريل – جول كامبون دبلوماسي فرنسي.

### مايو
- 12 مايو – غابرييل فوري
- 12 مايو – هنري بروكار

### يونيو
- 18 يونيو – شارل لافران طبيب فرنسي.

### أغسطس
- 19 أغسطس – إدموند جيمس دي روتشيلد
- 25 أغسطس – جوديث غوتييه

### سبتمبر
- 11 سبتمبر – إميل بودو مهندس فرنسي.

## وفيات

### مارس
- 17 مارس – بيير فرانسوا ماري أوغست دجين (مواليد 1780) عالم حشرات فرنسي.

### أبريل
- 7 أبريل – جولي كلاري (مواليد 1771)

### يونيو
- 19 يونيو – جون هنري جوم سان هيلار (مواليد 1772) عالم نبات فرنسي.

### أكتوبر
- 18 أكتوبر – دومينيك، كمت دي كاسيني (مواليد 1748) عالم فلك فرنسي.
- 27 أكتوبر – جان تشارلز أثاناس بلتيير (مواليد 1785) فيزيائي فرنسي.

### نوفمبر
- 2 نوفمبر – لويس كلاين (مواليد 1761)